# Frederic Lloveras i Herreras
Frederic Lloveras i Herreras (Barcelona, 11 de febrero de 1912-Tosa de Mar, 19 de octubre de 1983) fue un pintor barcelonés de estilo posimpresionista que destacó en la técnica de la acuarela, aunque también se prodigó en el óleo, el dibujo y la litografía. Es un pintor humanista pues sus temas suelen basarse en el paisaje urbano de las ciudades por las que viajó constantemente.

## Vida
Frederic Lloveras nació en 1912 en el barrio de San Andrés de Palomar, desde pequeño se interesó por el arte y cuando tenía seis años pintaba en las aceras de la calle. Era hijo de Joan Lloveras, que tenía un taller de pintura de decoración y Antonia Herreras, que falleció tras nacer sus últimos hijos (uno de los cuales no sobrevivió a los seis meses), cuando Frederic tenía cinco años. Tenía cuatro hermanas, Rosa, Isabel, Conchita y Carmen.

### Juventud y formación.
A los once años, su padre murió de cáncer y se trasladó a vivir con su tío en Barcelona. Después de dos años volvió a vivir con una de sus hermanas mayores, Isabel, y trabajó en un bar con su cuñado, ahí pintaba los carteles de las orquestas que tocaban. Volvió a vivir con su tío, cuando Isabel se mudó a Francia.
En 1927, con 15 años llegó a Mollet, Lloveras quería dedicarse a ser artista, pero su tío no apoyaba su vocación por lo que decidió irse a Granollers a los diecinueve años. A la vez que trabajaba acudió a la Escuela Superior de Bellas Artes de San Jorge y clases en el “Cercle Artistic de San Lluc”. Vendió su primera acuarela, un bodegón, en el año 1932. 
Se fue a vivir con su hermana Rosa porque su marido le encontró trabajo en la fábrica en la que él trabajaba, montando molinos de harina. Lloveras debía pintar todo lo que fabricaban, un trabajo que podía compaginar con el estudio.
En 1934 hizo su primera exposición en Gerona, donde estaba prestando servicio militar. Sin embargo, fue corta pues se inauguró el tres de octubre y, poco después, se dieron los acontecimientos del “seis de octubre”, que llevaron al cierre de la galería. Durante su servicio, a Frederic, se le permitió pintar por las tardes, sobre todo paisajes y estudios de figura. También gana el premio del cartel de Mercado de Granollers.

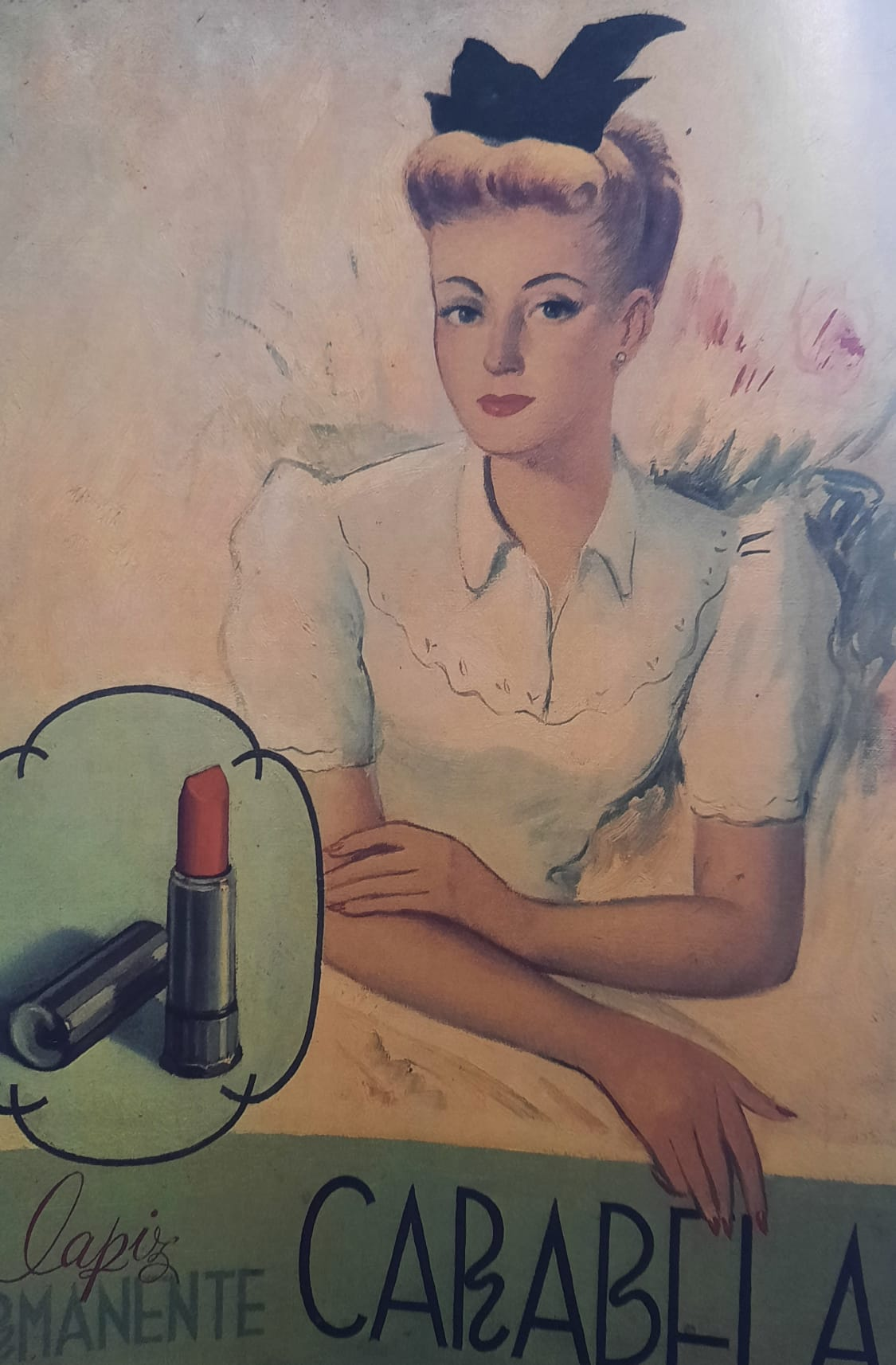
Cartel de propaganda de cosméticos, c. 1937-1938.

### La Guerra Civil y el exilio.
En 1936 se alistó en el ejército republicano y fue destinado a Mallorca. También formó parte del frente en Aragón. En los ratos libres pintaba carteles de propaganda. Así mismo luchó en el batallón de Lérida y de Benasque.
Al acabar la guerra fue evacuado a Francia con el resto de su compañía. Se apeó del tren en el que viajaban en la estación de Perpiñán, pues sus hermanas Isabel y Carmen vivían ahí y pensó en pasar a saludarlas mientras descansaban, su cuñado no le permitió volver al tren y de está manera se libró de ser internado en un campo de concentración francés.
1939 realizó una exposición en el Ayuntamiento de Perpiñán, de cierto éxito.

### Vuelta a Barcelona.
A la vuelta a Barcelona, para la sorpresa del pintor, no tuvo ningún problema, los carabineros le dejaron pasar. Se fue a casa de su hermana Rosa y comenzó a trabajar en un taller de pintura industrial como proyectista de decoraciones.
Se casó el 29 de junio de 1940 con Montserrat Homs.
Dejó el trabajo en el taller para poder continuar con su carrera como artista. Fue tras la exposición en la librería Mediterránea en 1942 cuando se le comenzó a dar reconocimiento como acuarelista, realizó exposiciones ahí durante dos años. También fueron de gran éxito la de la sala “Syra” (1941-1943) y las que realizó en la sala Gaspar a partir de 1945 durante treinta años.

En 1945 adquirieron una segunda residencia en Tosa de Mar donde tenía a varios amigos y acudía a tertulias. También comenzará a viajar por Europa y expondrá en Madrid. Fue socio de honor de la Agrupación Española de Acuarelistas.

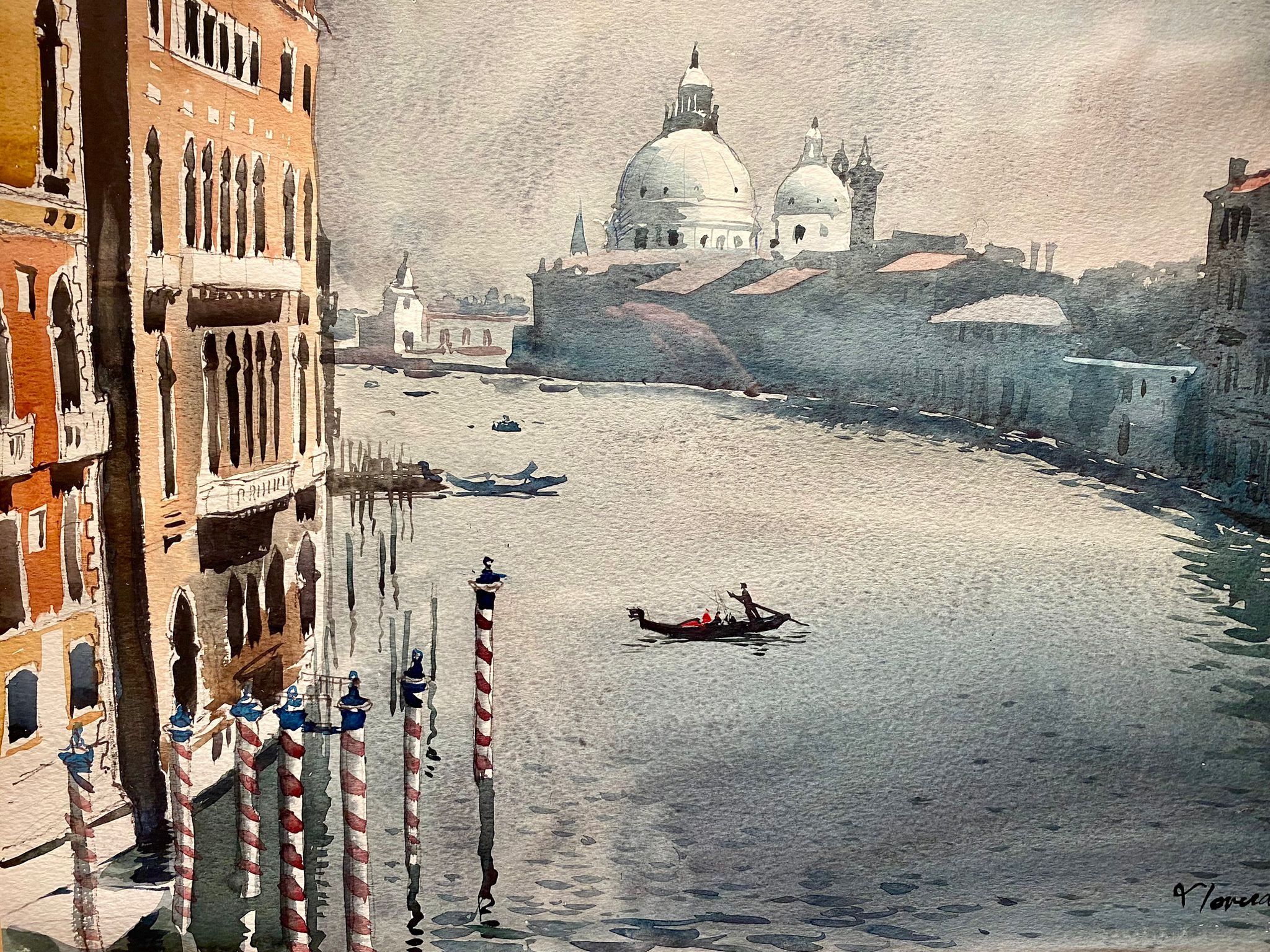
Venecia, c. 1980.

A finales de los cuarenta emprendió diversos viajes a París y a Londres. Es en ese momento cuando comenzó cierta renovación de su estilo y expuso en el extranjero. Una empresa gráfica lo contrató para que fuera a Estados Unidos y realizó treinta cuadros, lo cual hace que sus obras se puedan encontrar en numerosas partes del mundo.
Formó parte de la "Penya La Punyalada" y ganó el premio nacional de pintura en la exposición de Bellas Artes de Badalona, 1963. La Peña estaba fundada por el pintor Emili Bosch  y el coleccionista Gustau Camps.
Con los viajes y trabajos, va a pasar quince años hasta que vuelva a exponer en Barcelona.

La muerte en 1983 del pintor fue repentina, dejando varios proyectos y exposiciones inacabadas.

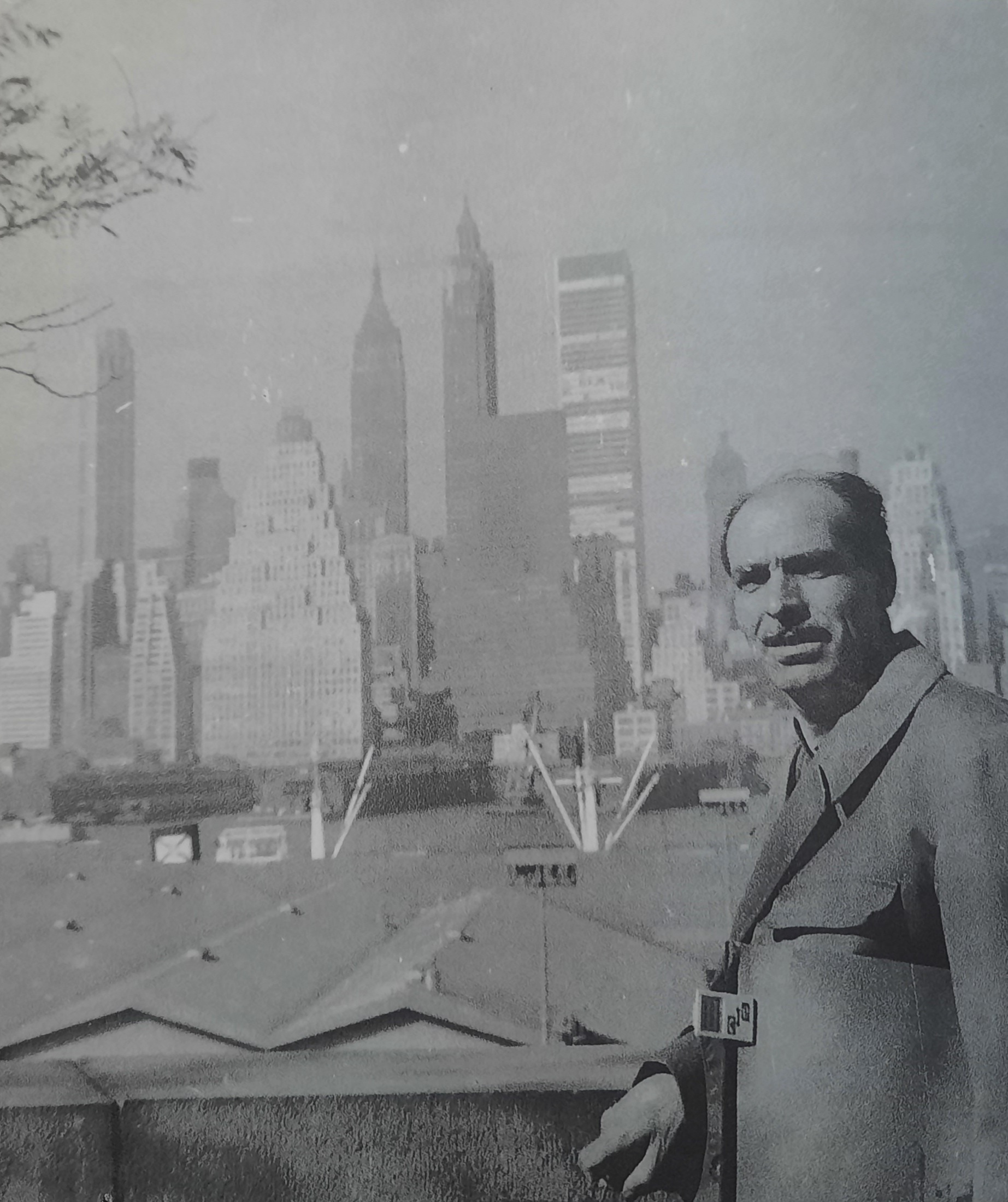
Lloveras en su visita a Nueva York en 1961

### Viajes
Aparte de numerosos viajes por toda España, Lloveras fue un pintor viajero que plasmó en sus cuadros aquellas ciudades por las que pasaba. Por lo tanto, se pueden encontrar multitud de ciudades europeas encapsuladas en sus obras, como Venecia, Florencia, París, Londres, Dinamarca, Holanda y Honfleur (1970). En 1964, viajó por Grecia e Italia (Nápoles, Roma, Verona, Padua, Siena, Florencia, Pompeya, Atenas, Delfos, Monte Parnaso y Corinto). 

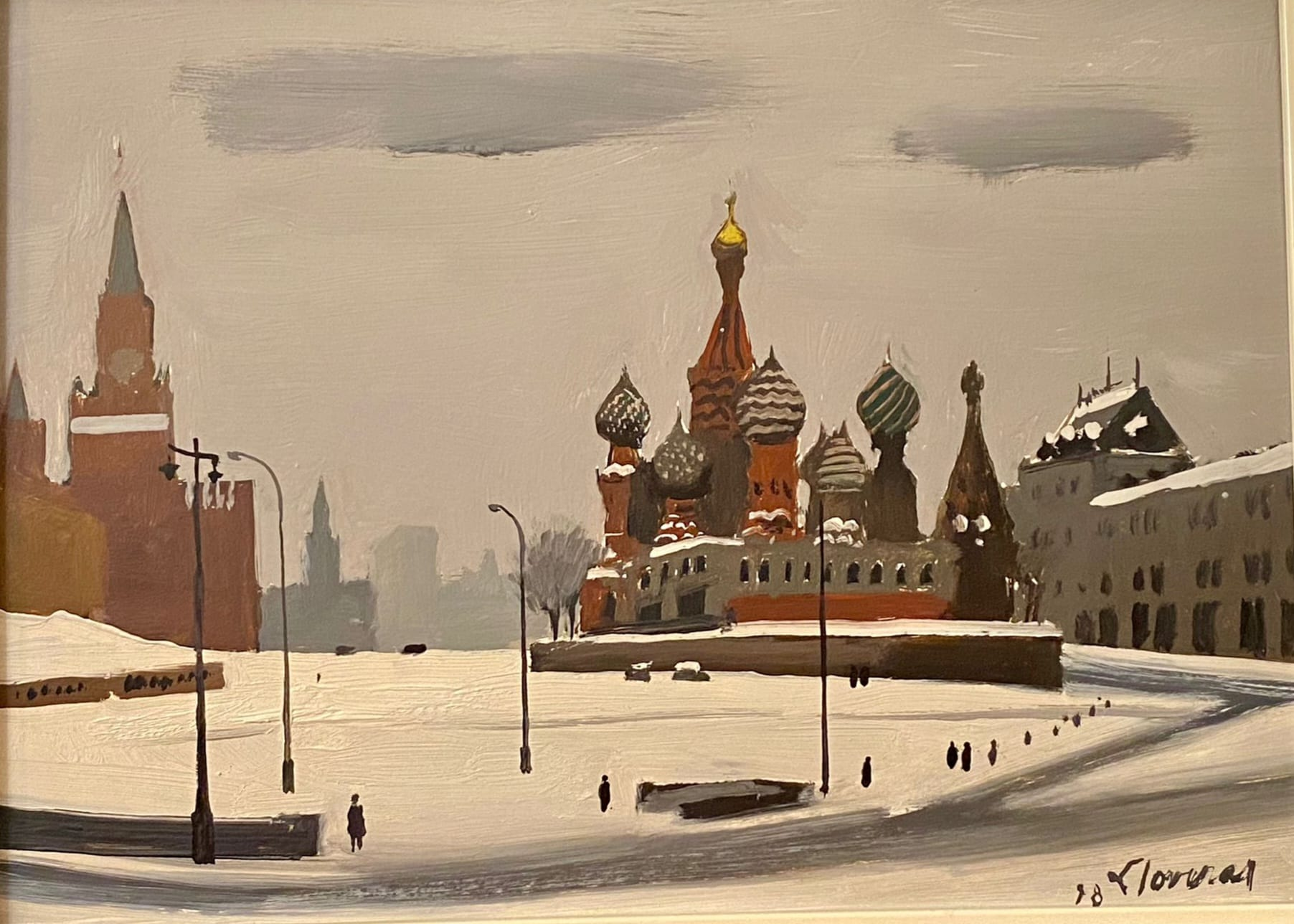
Cuadro de Moscú pintado en 1977

Fuera de Europa destaca el viaje del autor por Estados Unidos (1963), pues sus obras llamaron la atención de la New York Graphic Society. Se le propuso viajar por el país realizando pinturas, que más tarde se hicieron pósteres de ellas. En Norteamérica visitó: Nueva York, Boston, Míchigan, San Francisco, Los Ángeles, Dallas, Nueva Orleans y Washington.Junto con la Agrupación de Acuarelistas también realizó varios viajes por Roma, Pisa, Florencia, Siena, Venecia, París, Londres, Salzburgo, Hallstatt, el Tirol, Viena y los Alpes.
Uno de sus últimos viajes fue a Moscú y San Petersburgo en 1978.

## Obra

### Estilo y técnica.
“Jo soc un urbanista. El paisatge pur no m’atreu per pintar. M’interessa més tot el que és humà. L’abstracte per exemple em recorda els minerals, vegetals i en general la natura, però no l’home. No busco cap filosofia amb la meva pintura. Tan sols donar el màxim de poesia dins del tema que més sento, que és el tema urbà. Em limito a donar forma i color a les coses que veig; a ser pintor i solament pintor.”
Su estilo artístico comulgaba con los postimpresionistas. Fue un artista multidisciplinar, comenzó su trayectoria artística con el óleo, durante la guerra se dedicó al dibujo y, finalmente, a la acuarela. Su técnica lo reconoció como uno de los mejores acuarelistas catalanes de su momento.
Con la acuarela promovió la escuela “A lo Lloveras”, aunque no se quedó solo en esta técnica y se negaba a que lo encasillaran solo en un estilo. No obstante, siempre se mantuvo en el postimpresionismo y se negó a participar en las vanguardias pasajeras, lo que creó cierto problema para encajar sus obras en las exposiciones contemporáneas.

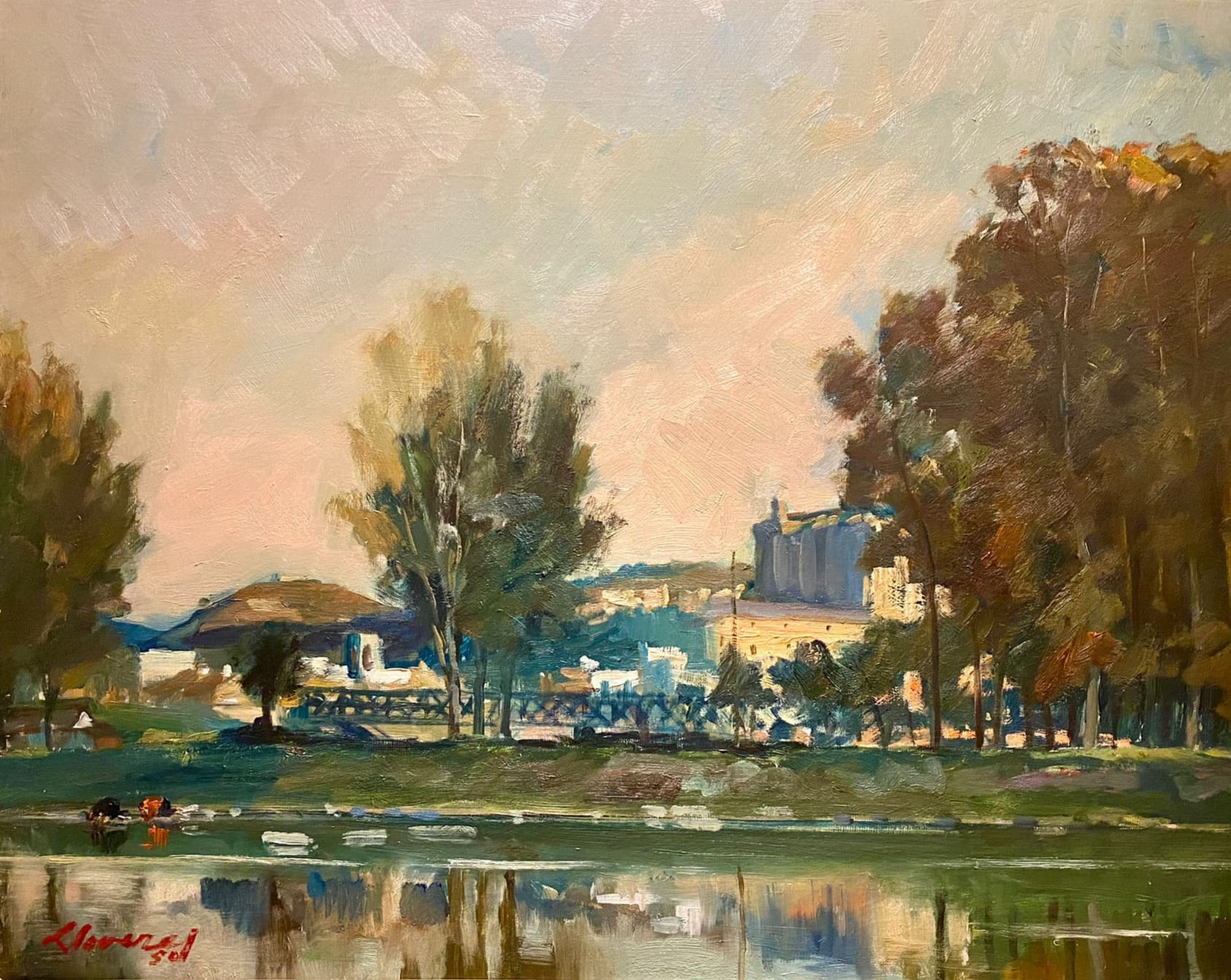
Paisaje, pintado en 1953.

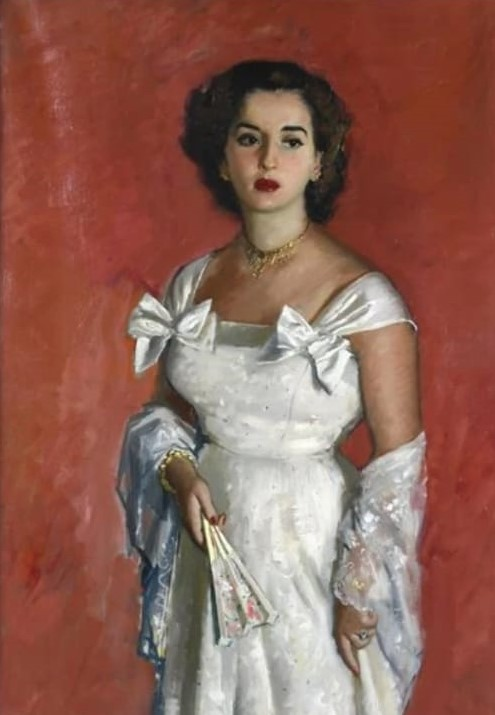
Retrato femenino, pintado en 1950.

Su técnica trata de hacer ver al espectador a través de sus ojos la belleza de los paisajes que él había presenciado en sus viajes. Destacó por el uso de la luz, que le da un cariz emotivo. A través de sus obras se puede sentir el ambiente y la temperatura. Lloveras tenía gran gusto por pintar lo cotidiano, las calles y las personas normales.
Su estilo se puede ver en pinceladas precisas, tanto grandes como pequeñas. Los cielos que pintaba Lloveras eran característicos de sus cuadros.
Principalmente, fue paisajista, pero trabajó los retratos y la figura. Uno de los retratos que pintó le otorgó la medalla de La Exposición Nacional de Bellas Artes en 1948, sin embargo, el cuadro había sido entregado a su propietario y no lo cedió al museo por lo que Lloveras tuvo que renunciar al premio.
Lloveras, así como algunos de sus amigos, Frances Serra Castellet, Josep Puigdengolas, Alfred Sisquella y Ceferino Olivé siguieron una línea continuista seguidora de la tradición pictórica catalana. La obra de Lloveras no es rompedora, ni vanguardista como la de otros pintores contemporáneos. Sin embargo, lo que hizo con la técnica de la acuarela es revitalizarla. La reivindicó como una expresión artística tan importante como otro tipo de pintura.
Su obra tuvo buen recibimiento enseguida tanto entre el público como entre la crítica. Su obra era amable, agradable, de tonos vivos, haciendo que diversos coleccionistas quisieran adquirirla. 

### Exposiciones y reconocimientos. Cronología[1].
- 1934. Exposición en la librería Garbí de Gerona y premio de Cartel del Mercado de Granollers.
- 1935. Premio de Cartel de Turismo de Vic.
- 1938. Exposición en el Salón de Tardor en Barcelona
- 1939. Exposición en la sala Aragón en Perpiñán.
- 1941. Exposición en la galería Syra.
- 1944. Exposición en la librería Mediterránea y medalla de acuarela en la Exposición Nacional de Bellas Artes, celebrada en Barcelona.
- 1945. Exposición en la sala Gaspar de Barcelona.
- 1946. Mención honorífica del Real Círculo Artístico de Barcelona en la exposición de Retrato Actual.
- 1947. Exposición en la sala Rovira, en la Gaspar y en el Museo de Granollers.
- 1948. Tercera medalla en la exposición nacional de Bellas Artes, en Madrid. Exposición en la sala Pareanton en Madrid y en la Gaspar.
- 1949. Exposición en la sala Gaspar y la Alonso de Bilbao.
- 1950. Exposición en la sala Dardo de Madrid, en la Mateu de Valencia y la Palmer de París.
- 1951. Exposición en la sala Gaspar.
- 1952. Exposición en la sala Velázquez de Buenos Aires, la sala Dardo de Madrid y tercera medalla en la Exposición Nacional de Bellas Artes.
- 1953. Exposición en la sala Gaspar.
- 1954. Exposición en la sala Gaspar y premio de acuarela en la Exposición Nacional de Bellas Artes en Badalona.
- 1955. Exposición sala Gaspar, galería A.R.F.A. en París y la Dardos en Madrid.
- 1956. Exposición en el Instituto Británico de Barcelona, mención honorífica al Premio San Jordi en Barcelona y premio medalla de plata del Círculo de Bellas Artes en el XV Salón Tardor de Palma de Mallorca.
- 1957. Exposición sala Gaspar, biblioteca de la Caixa de Mataró y en la Artística de Gerona. Medalla de Plata de la Diputación de Barcelona en la Exposición Nacional de Bellas Artes en Madrid.
- 1958. Exposición en la Liberty Gallery de Londres.
- 1959. Exposición en Art Hogar de Bilbao, en la sala Gaspar y en el Spanish Pavillon de Chicago. Medalla de Plata del gran Premio Sant Jordi de la Diputación de Barcelona.
- 1960.Exposición en la sala Prisma de Madrid y en la Braulio de Valencia. Premio Eugeni D’Ors en la Exposición Nacional de Bellas Artes en Barcelona.
- 1961. Exposición sala Gaspar.
- 1962. Exposición sala libros de Zaragoza y en la Gaspar. Premio Pintura Sant Pol.
- 1963. Exposición en la galería Marcel Bernheim de París, en la Biblioteca de la Caixa en Mataró y en la sala de Fontainbleu de Nueva York. Presenta en la sala Gaspar una serie de litografías de las ciudades europeas y norteamericanas. Premio Nacional de Pintura en la exposición de Bellas Artes de Badalona.
- 1964. Premio de la Diputación de Badajoz en la Exposición de Bellas Artes.
- 1966 exposición sala Gaspar.
- 1968. Artista invitado en la exposición de la Agrupación de Acuarelistas canarios.
- 1969. Exposición para fomentar el Turismo de Sitges sobre el Rally de Coches de época y en la sala Gaspar.
- 1970. Exposición en la sala Tártalo de Vitoria +.
- 1971. Exposición en la sala Gaspar y en Les Voltes d’Or. Primer premio de la agrupación de acuarelistas de Cataluña.
- 1972. Exposición en la Galería Marquéss de Uranga de Gijón y en la sala Lanua de Barcelona.
- 1973. Exposición en la sala Nike de Valencia y en Les Voltes d’Or. Medalla de honor de La Agrupación de Acuarelistas de Cataluña.
- 1974. Exposición en la sala Muralles de Pere IV de Vic y en la Rizzole de Nueva York.
- 1975. Exposición en la sala Armengol d’Olot, Monjo-4 de Andorra, Caixa de Sta. Cruz de Tenerife, presentación del libro “Viaje artístico por España” en la sala Gaspar.
- 1976. Exposición en la galería 16 de Madrid, Dera de Mallorca, Tártalo de Vitoria, Contrast de Reus, Ur de Vendrell, Prisma de Villanueva y Geltrú.
- 1977. Exposición en el XV Salón Náutico internacional.
- 1978. Exposición en el Palau de Caramany de Gerona, en la casa de La amistad de Moscú, en el Cau Serrat de Tosa, la SANT Lluc de Olot, en el Corte Inglés de la Diagonal y Dera de Palma de Mallorca.
- 1979. Exposición en la Pinacoteca, la galería 16 de Madrid, la AB de Granollers.
- 1980. Exposición en la AB de Granollers, Fajol en Figueras, Prisma de Villanueva y Geltrú, Palau de Caramany.
- 1981. Exposición en la Anquin’s de Reus, La Pinacoteca, Clariana de Vic, La Antiquiari de Tarragona, Ara en Igualada, Espai BMM de Granollers, Rua-2 de Brugos, Sant Lluc de Olot, Dera de Mallorca, Tertre de Mataró, Parc de Andorra.
- 1982. Exposición en la Kreisler de Barcelona, Intel·lecte de Sabadell, sala Lloveras de Tarrasa, sala Gavina de Palamós, Sant Lluc y Medalla de Plata de la Agrupación de Acuarelistas de Cataluña y medalla Grumbacher a la I bienal de la Acuarela de Barcelona.
- 1983. Exposición en la Aquin’s, Ruea-2, Kreisler de Madrid.

###### Tras su muerte.
- 1983. Exposición póstuma a la Fajol de Figueras y en el Freisler de Barcelona. La agrupación de Acuarelistas de Cataluña crea el premio Frederic Lloveras.
- 1984. Exposición homenaje en la AB, Prisma, Palu de Carmany y la sala Beltran de Barcelona. Homenaje en el salón de Maig de Reus.
- 1985. Homenaje en la II Bienal dee la acuarela de Barcelona y una exposición homenaje en la sala Gótica de Lérida.
- 1986. Exposición titulada “Personas” en la AB de Granollers.
- 1987. Exposición en La Clariana de Vic.
- 1989. Exposición homenaje en la Pinacoteca Municipal de Tosa de Mar.

### Trabajos[1].
A raíz de su trabajo con la New York Graphic Society muchas de sus acuarelas han salido en películas, pues se realizaron pósteres de las originales.
Trabajó durante la guerra pintando algunos carteles de propaganda, algunos de los cuales se pueden encontrar publicados en los libros de carteles de la Guerra Civil.
Ilustró varios libros como “La ciudadela” y “Romancero Gitano” en ediciones Luis Caralt. “Rojo y Negro” y “La Cartuja de Palma”, de Nauta y el volumen de Alfaguara de “Barcelona,” de Camilo José Cela. Sus ilustraciones también aparecen en “Navarra” de Jaime del Burgo.
La marca Dermiluz utiliza una obra suya para la promoción de su producto en 1962.